# Sępólno Krajeńskie (gromada)
Sępólno Krajeńskie (do 31 XII 1958 Zboże) – dawna gromada, czyli najmniejsza jednostka podziału terytorialnego Polskiej Rzeczypospolitej Ludowej w latach 1954–1972.
Gromady, z gromadzkimi radami narodowymi (GRN) jako organami władzy najniższego stopnia na wsi, funkcjonowały od reformy reorganizującej administrację wiejską przeprowadzonej jesienią 1954 do momentu ich zniesienia z dniem 1 stycznia 1973, tym samym wypierając organizację gminną w latach 1954–1972.
Gromadę Sępólno Krajeńskie z siedzibą GRN w mieście Sępólnie Krajeńskim (nie wchodzącym w jej skład) utworzono 1 stycznia 1959 w powiecie sępoleńskim w woj. bydgoskim w związku z przeniesieniem siedziby GRN gromady Zboże ze Zboża do Sępólna Krajeńskiego i zmianą nazwy jednostki na gromada Sępólno Krajeńskie.
31 grudnia 1959 do gromady Sępólno Krajeńskie włączono obszar zniesionej gromady Piaseczno w tymże powiecie.
W 1961 roku gromada miała 16 członków gromadzkiej rady narodowej.
31 grudnia 1961 z gromady Sępólno Krajeńskie wyłączono tereny leśne wraz z osadą Zaleśniak, włączając je do gromady Lutowo w tymże powiecie.
1 stycznia 1969 do gromady Sępólno Krajeńskie włączono sołectwa Lutowo, Radońsk, Wiśniewa i Wiśniewka ze zniesionej gromady Lutowo oraz grunty rolne o powierzchni ogólnej 1.155,00 ha z miasta Sępólno Krajeńskie – w tymże powiecie; z gromady Sępólno Krajeńskie do Sępólna Krajeńskiego włączono natomiast grunty rolne o powierzchni ogólnej 42,00 ha.
1 stycznia 1970 do gromady Sępólno Krajeńskie (retroaktywnie) włączono część wsi Mała Cerkwica o ogólnej powierzchni 260.78,50 ha z gromady Kamień w tymże powiecie.
Gromada przetrwała do końca 1972 roku, czyli do kolejnej reformy gminnej. 1 stycznia 1973 w powiecie sępoleńskim reaktywowano zniesioną w 1954 roku gminę Sępólno Krajeńskie.